# Amenmessze
Amenmessze (uralkodói nevén Menmiré; ? – i. e. 1200) az ókori egyiptomi XIX. dinasztia ötödik fáraója i. e. 1203-tól haláláig. Trónbitorlóként került hatalomra Merenptah kijelölt örökösével, Széthi-Merenptah herceggel szembeszállva, feltehetőleg annak távollétét kihasználva. Az is lehetséges, hogy Széthi-Merenptah trónra lépett ugyan, de Amenmessze letaszította a trónról uralma második évében. Végül II. Széthi, aki szinte teljes bizonyossággal azonos Széthi-Merenptahhal, visszaszerezte a hatalmat.

## Származása
Amenmessze származását homály fedi. Merenptah uralkodása alatt egy Messzui nevű nemes szolgált Núbia alkirályaként, aki lehetséges, hogy azonos Amenmesszével. Messzui az amadai templomban két ábrázolásán a királyi jelképnek számító ureuszt viseli a fején. Amennyiben a két személy valóban ugyanaz, Messzui/Amenmessze esetleges hatalmi törekvéseit Núbia aranybányáinak birtoklása nagyban támogathatta. Azonosságuknak ellentmond, hogy II. Széthi uralkodása idején, bár Amenmessze nevét mindenhonnan igyekeztek kitörölni, Messzui feliratait nem bántották, annak ellenére, hogy utóda, az Amenmessze által kinevezett alkirály feliratait eltüntették. Szintén Amadában Messzui „a király fia”-ként utal magára. Ez azonban lehetséges, hogy alkirályi címére utalt (Núbia, óegyiptomi nevén Kús alkirályának szokásos címe volt a „kúsi királyfi”).
Amenmessze anyja, Tahát ábrázolása fia számos szobrán megjelenik, többek közt két karnaki oszlopon. Ezek egyikén alakja mellett „a király leánya, a király felesége, (Tahát)|” felirat áll, ahol a „felesége” szót később vésték oda az eredeti „anyja” helyébe, amikor Széthi kisajátította a szobrot Amenmesszétől. Ez azt sugallja, Tahát vagy feleségül ment Széthihez, mikor az fáraó lett, vagy már korábban is házasok voltak – így Amenmessze Széthi fia volt, és saját apját taszította le a trónról. Az utóbbi feltételezést erősíti a másik karnaki szobor, melyen Tahát szintén hercegnőként és királynéként szerepel, és címein semmilyen átfaragás nyoma nem látszik, a király nevén viszont igen. Így lehetséges, hogy a szobrot Széthi készíttette, ráfaragtatta felesége képét is, a szobrot később fiuk kisajátította és saját nevét vésette az apjáé helyére, de anyja címeit nem bántotta, majd Széthi később újra a saját nevét vésette Amenmesszéé helyére. Más feltételezések szerint Tahát Merenptah egy mellékfelesége volt, és Amenmessze így a bátyjával keveredett hatalmi harcokba, Tahát eredeti címét pedig csak azért íratta a szoborra, hogy minden nyomát eltüntesse annak, hogy a királyné fia egykor uralkodott.

## Uralkodása
Amenmessze uralma mindössze négy évig tartott, s valószínűleg csak Dél-Egyiptomra korlátozódott. A karnaki Ámon-templom oszlopcsarnokában feltehetőleg ő állíttatott hat kvarcitszobrot, de ezekről később Széthi kitöröltette Amenmessze nevét, ahogy máshol is igyekezett eltörölni az emlékét. Nem tudni, mi lett Amenmessze múmiájával. Sírjába feltehetőleg nem temették el, a sír csak Tahát és egy későbbi királyné, Baketwerel – akit korábban emiatt tévesen Amenmessze feleségének hittek, de valójában csak később sajátította ki a sírt – temetkezési helyéül szolgált.
II. Széthi utódja, Sziptah lehetséges, hogy Amenmessze fia volt, mivel fennmaradt egy szobor, melyen a herceg eredetileg apja ölében ült – az apa alakját és nevét teljesen elpusztították.

## Titulatúra
A fáraók titulatúrájának magyarázatát és történetét lásd az Ötelemű titulatúra szócikkben.
| G5 |

| G5 |

| E2 · D40 | C10 | mr | i | i | s | mn · n · Y1 | U32 |

| E2 · D40 | C10 | mr | i | i | s | mn · n · Y1 | U32 |

| E2 · D40 | C10 | mr | i | i | s | mn · n · Y1 | U32 |

| E2 · D40 | C10 | mr | i | i | s | mn · n · Y1 | U32 |

| G5 |

| G5 |

| E2 · D40 | C10 | mr | i | i | s | mn · n · Y1 | U32 |

| E2 · D40 | C10 | mr | i | i | s | mn · n · Y1 | U32 |

| E2 · D40 | C10 | mr | i | i | s | mn · n · Y1 | U32 |

| E2 · D40 | C10 | mr | i | i | s | mn · n · Y1 | U32 |

| G16 |

| G16 |

| G36 · r | D58 | i | G1 | i · t | i | U16 · Aa15 | i | p · t | Q1 | Z2ss · O49 |

| G36 · r | D58 | i | G1 | i · t | i | U16 · Aa15 | i | p · t | Q1 | Z2ss · O49 |

| G16 |

| G16 |

| G36 · r | D58 | i | G1 | i · t | i | U16 · Aa15 | i | p · t | Q1 | Z2ss · O49 |

| G36 · r | D58 | i | G1 | i · t | i | U16 · Aa15 | i | p · t | Q1 | Z2ss · O49 |

| G8 |

| G8 |

| O29V | HASH | O49 |

| O29V | HASH | O49 |

| G8 |

| G8 |

| O29V | HASH | O49 |

| O29V | HASH | O49 |

| M23 | L2 |

| M23 | L2 |

| ra · Y5 | W19 | i | ra · U21 · n |

| ra · Y5 | W19 | i | ra · U21 · n |

| ra · Y5 | W19 | i | ra · U21 · n |

| ra · Y5 | W19 | i | ra · U21 · n |

| ra · Y5 | W19 | i | ra · U21 · n |

| ra · Y5 | W19 | i | ra · U21 · n |

| ra · Y5 | W19 | i | ra · U21 · n |

| ra · Y5 | W19 | i | ra · U21 · n |

| M23 | L2 |

| M23 | L2 |

| ra · Y5 | W19 | i | ra · U21 · n |

| ra · Y5 | W19 | i | ra · U21 · n |

| ra · Y5 | W19 | i | ra · U21 · n |

| ra · Y5 | W19 | i | ra · U21 · n |

| ra · Y5 | W19 | i | ra · U21 · n |

| ra · Y5 | W19 | i | ra · U21 · n |

| ra · Y5 | W19 | i | ra · U21 · n |

| ra · Y5 | W19 | i | ra · U21 · n |

| G39 | N5 | \| \| |
|     |    |       |

|  |

| G39 | N5 | \| \| |
|     |    |       |

|  |

| C12 | ms | s | s | S38 | N29 | S40 |

| C12 | ms | s | s | S38 | N29 | S40 |

| C12 | ms | s | s | S38 | N29 | S40 |

| C12 | ms | s | s | S38 | N29 | S40 |

| C12 | ms | s | s | S38 | N29 | S40 |

| C12 | ms | s | s | S38 | N29 | S40 |

| C12 | ms | s | s | S38 | N29 | S40 |

| C12 | ms | s | s | S38 | N29 | S40 |

| G39 | N5 | \| \| |
|     |    |       |

|  |

| G39 | N5 | \| \| |
|     |    |       |

|  |

| C12 | ms | s | s | S38 | N29 | S40 |

| C12 | ms | s | s | S38 | N29 | S40 |

| C12 | ms | s | s | S38 | N29 | S40 |

| C12 | ms | s | s | S38 | N29 | S40 |

| C12 | ms | s | s | S38 | N29 | S40 |

| C12 | ms | s | s | S38 | N29 | S40 |

| C12 | ms | s | s | S38 | N29 | S40 |

| C12 | ms | s | s | S38 | N29 | S40 |